# Sulfoacetate
Sulfoacetate sind eine Klasse anionischer Tenside, deren Natriumsalze sehr gute Schaumbildner mit hoher Schaumstabilität sind und mit geringen Mengen Natriumchlorid eine ausgeprägte Viskositätszunahme wässriger Detergenslösungen bewirken.
Die Kettenlänge des hydrophoben Molekülteils R liegt zwischen R = C6 und C20. Meist wird Laurylalkohol C12 oder ein Gemisch aus Lauryl- und Myristylalkohol C14 aus den hauptsächlichen Fettsäuren des Kokosnussöls eingesetzt. 
Als milde und gut bioabbaubare grenzflächenaktive Verbindungen finden Sulfoacetate Verwendung in Shampoos und Flüssigseifen sowie in dem lokal wirksamen Abführmittel MicrolaxR.

## Herstellung
Die Synthese von Sulfoacetaten verläuft in zwei Reaktionsstufen. In der ersten Stufe reagiert ein langkettiger Fettalkohol (> C8-Kettenlänge, wie z. B. 1-Dodecanol) oder ein Fettalkoholgemisch, beim Erhitzen mit Monochloressigsäure auf Temperaturen bis 140 °C unter Wasserabspaltung zum entsprechenden Chloressigsäureester, wie z. B. Dodecyl-2-chloracetat. Diese Zwischenverbindung wird auch durch Reaktion von Laurylalkohol mit Chloressigsäurechlorid als hellgelbes Öl in 95%iger Ausbeute erhalten.
In der zweiten Reaktionsstufe wird der Chloressigsäureester mit einem 33%igem Überschuss von Natriumsulfit Na2SO3 und zusätzlich Natriumdisulfit Na2S2O5 als Puffer, sowie Kaliumiodid KI als Katalysator über 11 Stunden auf Temperaturen von 90 bis 97 °C erhitzt. Dabei entsteht das Sulfoacetat als Natriumsalz neben Natriumchlorid und Natriumsulfat, wobei die anorganischen Salze meistens im Endprodukt verbleiben, das durch Salzzugabe auf eine Wirkstoffkonzentration von 65 bzw. 85 % eingestellt wird.
Die Reaktionsführung zielt darauf ab, bei möglichst vollständigem Umsatz des Fettalkohols möglichst geringe Restmengen des stark ätzenden und toxischen Reaktanden Monochloressigsäure und des bei der Umsetzung mit Natriumsulfit entstehenden Natriummonochloracetat (möglichst < 5 ppm) zu erzeugen, da eine nachträgliche Reinigung des so hergestellten Sulfoacetats in der Regel nicht erfolgt.

## Eigenschaften und Verwendung
Sulfoacetate sind besonders milde Tenside mit geringer Reizwirkung auf Haut und Schleimhäute und werden daher meist in Shampoos, Flüssigseifen und Schaumbädern eingesetzt. Als Emulgatoren bewirken sie eine schnelle Oberflächenbenetzung, Verringerung der Oberflächenspannung und Bildung von feinblasigem, cremigem und stabilem Schaum.
Entgegen der verbreiteten Vermutung korreliert die Neigung eines Tensids zur starken Schaumbildung nicht mit erhöhter Fettlöse- und Reinigungskraft; meist ist gerade das Gegenteil der Fall. In der Regel verhält sich das Solubilisierungvermögen von grenzflächenaktiven Verbindungen gleicher Kettenlänge im hydrophoben Molekülteil: nichtionisch > kationisch > anionisch.
Sulfoacetate sind in wässriger Lösung nahezu neutral (pH-Wert 6,3 in 1%iger Lösung), leicht bioabbaubar und über einen breiten pH-Bereich hydrolytisch stabil. Sie sind gegen hartes Wasser stabil, d. h. sie bilden keine unerwünschten Niederschläge aus schwerlöslichen Calciumsalzen und erhöhen bei Zusatz von Natriumchlorid die Viskosität von Tensidzubereitungen drastisch, was dem Konsumenten eine höhere Wirkstoffkonzentration und damit Reinigungsleistung suggeriert. Neben den Anwendungen in hautfreundlichen Körperpflegeprodukten werden Sulfoacetate in Mundpflegeprodukten, wie z. B. Zahnpasta und Mundspülungen, sowie als Gleitmittel in lokal wirksamen Abführmitteln, wie MicroklistR eingesetzt.
Die Konsumentenpräferenz für stark schäumende Shampoos und Flüssigseifen, die zudem weniger entfettend wirken als die anionische Tensidklasse der Fettalkoholsulfate, wie z. B. Natriumlaurylsulfat SLS oder der Alkylethersulfate, wie z. B. Natriumdodecylpoly(oxyethylen)sulfat und zudem „sulfatfrei“ und „EO-frei“ sind, eröffnet zukünftige Potentiale für milde und gut bioabbaubare Tenside, wie z. B. für Sulfoacetate, Sulfosuccinate und Sulfobetaine, sowie für Amphoacetate, Isethionate, Tauride oder Acylglutamate.